# Havraní
Havraní (německy Rabenstein, do roku 1948 česky Rabštejn) je zaniklá vesnice jihozápadně od Novosedla a severně od Velké Javorské, na severovýchodním svahu Havraního vrchu. Obec stávala na tomto místě až do doby po druhé světové válce. Úředně spadala pod Dolní Polici.

## Historie
Poprvé je uváděna v roce 1565 v urbáři zákupského panství jako Rabenstein a poté také v roce 1602 jako Rabnstein. V roce 1612 se uvádějí chalupníci v Neugrund a Rabenstein.
Podle berní ruly ve vsi Rabenstein žilo v roce 1654 pět chalupníků. O šest let později tentýž počet, z něhož měl pouze jeden pozemky o rozloze 1,1–5 korců. Zbylí čtyři vlastnili polnosti s rozlohou 5,1–15 korců. Obyvatelé se však živili částečně i předením, hlavně ale lesními pracemi a obchodem s máslem. Pracoval zde i tesař s nádeníkem a bývala zde i chmelnice (0,06 hektaru).
V roce 1778 vesnici navštívil císař Josef II., jenž z Havraního vrchu přehlížel kraj. Proto tu na jeho počest byly vysazeny dvě lípy. V roce 1787 zde stávalo sedmnáct domů a v roce 1833 ještě o jeden víc a žilo tu 88 obyvatel. Obec společně s Neugrund patřila k obci Dolní Police.
V roce 1930 zde ve dvanácti domech žilo 67 obyvatel. Ještě v roce 1935 se vesnice rozrostla na osmnáct domů. Existoval tu také sbor dobrovolných hasičů, dále hostinec Gasthaus zum guten Ruh a tabáčnická trafika. Po druhé světové válce bylo veškeré obyvatelstvo vysídleno do Německa, a ves zanikla.

## Obyvatelstvo
|           | 1869 | 1880 | 1890 | 1900 | 1910 | 1921 | 1930 | 1950 |
| --------- | ---- | ---- | ---- | ---- | ---- | ---- | ---- | ---- |
| Obyvatelé | 94   | 89   | 95   | 70   | 76   | 33   | 67   | 4    |
| Domy      | 18   | 18   | 18   | 19   | 17   | 17   | 17   | 6    |